# Eleanor Chelimsky
Eleanor Chelimsky, née le 9 juillet 1926 à New York et morte le 6 mars 2022,, est une pianiste, une chercheuse et une fonctionnaire américaine. . Elle était l'épouse du peintre Oscar Chelimsky. Titulaire d'une  bourse Fulbright, elle travaille ensuite comme analyste à l'OTAN et à la MITRE. Elle a ensuite été pendant 14 ans l'Assistante Contrôleur Général et la directrice de la Division de l'évaluation de programme et de la méthodologie au General Accountability Office (GAO) américain. Durant cette période, près de 300 évaluations sont produites. Elle est en particulier reconnue par le monde de l'évaluation des politiques publiques pour ses innovations méthodologiques et ses efforts pour que les évaluations soient utilisées par les membres du Congrès.

## Dimension politique de l'évaluation
Eleanor Chelimsky fait très tôt l'expérience de la dimension politique de l'évaluation. Ce que professe Carol H. Weiss, elle le vit dans la pratique. Les enjeux politiques affectent tout le processus : le choix de ce qui est évalué ou pas, les données qui peuvent être collectées ou non, et aussi la façon dont les rapports d'évaluation sont reçus par les acteurs. Elle voit ainsi dans ses différentes affectations les conflits entre acteurs politiques, les gestionnaires de programme qui ignorent délibérément les évaluations. Elle remarque aussi comment les conclusions des évaluations sont interprétées de telle ou telle façon, comment des précisions essentielles sont passées sous silence, comment les résultats sont utilisés au service d'un récit bien précis... Dans ces conditions, il ne suffit pas de produire un travail indépendant et de qualité, puisqu'il peut être utilisé à mauvais escient, mais aussi chercher à "améliorer le statu quo". Évaluer, c'est ainsi concilier production de connaissance et utilité.
Chelimsky pense avec Weiss que les évaluateurs et les évaluatrices doivent être sensibles au contexte politique. Ils et elles peuvent jouer leur rôle pour rendre les évaluations plus utiles, en travaillant avec les différentes parties prenantes ; en s'accordant sur les usages qui peuvent être faits de l'évaluation ; en faisant preuve de flexibilité pour répondre parfois à des questions précises que se posent les acteurs ; ou en négociant dans le cadre de l'évaluation pour favoriser l'acceptation des résultats. C'est un travail essentiel de traduction (d'un enjeu politique à une question évaluative, puis d'une réponse évaluative à un enseignement politique) dans lequel celles et ceux qui font les évaluations ont un rôle majeur à jouer.
Eleanor Chelimsky a notamment été saluée pour l'attention qu'elle portait à faire apparaître, dans le cadre d'une évaluation, les différentes perspectives des acteurs sur un sujet donné. Son évaluation sur la guerre chimique de 1983 est citée en exemple de ce point de vue, notamment par Ernest R. House et Kenneth Howe dans leur ouvrage Values in Evaluation and Social Research. Mais cette sensibilité pour les différentes perspectives sur un sujet ne signifie pas en plaidoyer. Chelimsky a été confrontée toute sa carrière à des accusations de soutenir tel ou tel point de vue, et pour elle il est donc essentiel de les tenir à distance pour être crédible et avoir une chance de peser.

## L'utilisation de l'évaluation, un objectif parmi d'autres?
Mais Chelimsky est aussi attentive aux risques qu'une orientation "utilitariste" de l'évaluation peut faire courir à l'évaluation. Elle met en avant la tension qu'il y a notamment entre la volonté d'utilité des travaux et le fait de traiter de questions controversées, pour lesquels les débats et les intérêts en jeu sont tels qu'il n'est pas sûr qu'une évaluation soit d'un quelconque usage. Or, ce sont bien ces dernières questions qu'il faut traiter selon elle, et il faut du courage aux évaluateurs et aux évaluatrices pour le faire, malgré le risque d'absence d'usage — du moins à court terme :
"Ce que je veux dire, c'est que si nous recherchons trop l'utilisation, nous risquons de perdre de vue notre autre devoir, qui est de mener des évaluations qui remettent en cause la base des croyances sur les politiques publiques, de crainte que ce travail soit ignoré ou nous implique dans une controverse."
Pour Chelimsky, il est certes essentiel de penser l'évaluation dans la sphère du politique, ce qui introduit de nombreuses négociations et tractations ; mais "tout ne peut pas être nuancé" dans une évaluation. "L'intégrité de notre travail doit toujours pouvoir être défendue […] dans un climat politique".
L'utilisation est donc une bonne chose, mais ne peut pas être le seul objectif des évaluations, dont l'apport doit être replacé plus globalement dans le bon fonctionnement de la société démocratique.

## Plaidoyer pour la diversité des méthodes
Sur le plan des méthodes, Eleanor Chelimsky insiste sur la diversité des méthodes disponibles, qui doivent permettre aux évaluateurs et aux évaluatrices de mieux s'adapter au contexte de l'évaluation. Elle s'inquiète des « chapelles » qui se développent dans le monde de l'évaluation, soutenant une méthode ou une autre et ignorant les réflexions ou les expériences se déroulant hors de leurs murs. Pour elle, c'est la question qui est posée qui compte, et y répondre nécessite une large gamme d'approches et de méthodes ; et si cela est nécessaire, il est possible de les trouver aussi en dehors du monde de l'évaluation.
Cela l'amène à insister sur la dimension pratique de l'évaluation « dans le monde réel » et sur l'équilibre à trouver entre théorie et pratique dans l'évaluation.